# Universidad Adolfo Ibáñez
La Universidad Adolfo Ibáñez —conocida coloquialmente como «UAI» o «la Adolfo»—es una universidad privada chilena perteneciente a la Fundación Adolfo Ibáñez. Se fundó en 1988 sobre la base de la antigua Escuela de Negocios de Valparaíso, institución dedicada a la formación profesional en la administración de empresas fundada en 1953, gracias al aporte del empresario Adolfo Ibáñez Boggiano, del cual posteriormente la universidad tomaría el nombre. 
Actualmente está acreditada por la Comisión Nacional de Acreditación (CNA) y por las asociaciones internacionales EQUIS (European Quality Improvement System), AACSB (Association to Advanced Collegiate Schools of Business) y AMBA (Association of MBAs), siendo una de las pocas universidades en el mundo en tener el trío de distinciones y la única en su país.
A diferencia de la mayoría de universidades en el país, esta presenta una corta selección de carreras, varias especializadas en los negocios y las matemáticas, aunque también ofrece ciencias sociales como el derecho, la psicología y el periodismo.
Desde abril de 2024, su rector es el economista Francisco Covarrubias Porzio.

## Historia

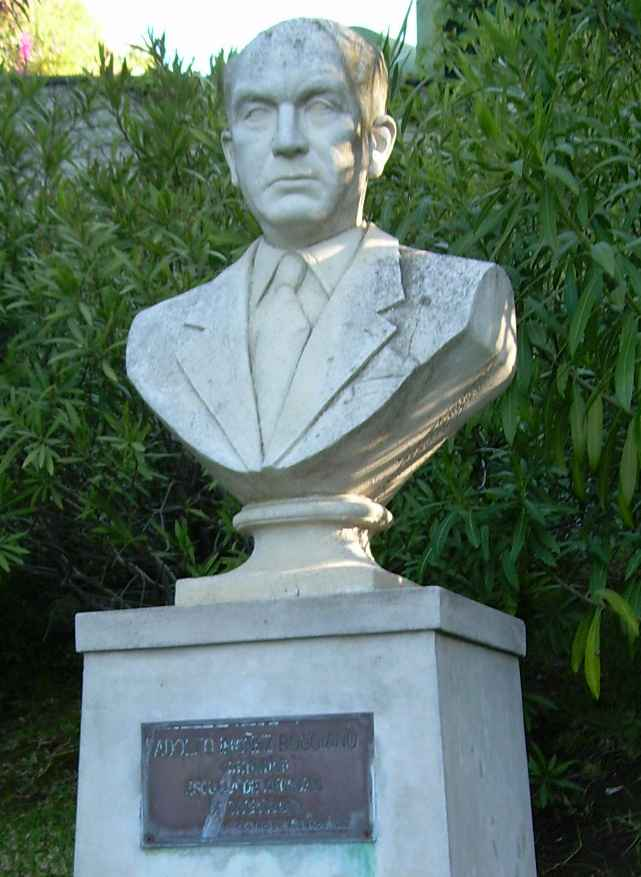
Busto de Adolfo Ibáñez Boggiano en la Sede de Viña del Mar.

### Escuela de Negocios de Valparaíso
Adolfo Ibáñez Boggiano, empresario chileno y Ministro de Fomento de Chile entre 1927 y 1928, creía que los negocios serían parte importante del crecimiento del país. De esta forma, a principios del siglo XX notó la necesidad de darles un carácter profesional, formando «altos negociantes», quienes serían dirigentes capaces que administren empresas de forma profesional para impulsar el desarrollo del país.
Sin embargo murió en 1949 sin cumplir su sueño. Posteriormente sus herederos acordaron hacerlo realidad, creando la Fundación Adolfo Ibáñez en 1951, a partir de la cual, en 1953, nació la Escuela de Negocios de Valparaíso. Esta funcionó en primera instancia bajo el alero de la Pontificia Universidad Católica de Valparaíso (PUCV), siendo la primera escuela de negocios de América Latina; y en donde por primera vez se comienza a dictar profesionalmente la carrera de Administración de Empresas en Chile.
En 1965 se integran los estudios humanistas dentro de la malla académica del pregrado como primer paso para lograr una mayor integridad en una carrera que tradicionalmente había sido excesivamente técnica y profesionalizante.
En 1969, en el marco de la reforma universitaria de la PUCV iniciada en 1967, concluye la alianza entre la escuela y la universidad, dando paso a un período de autonomía que finaliza en 1974 con la firma de un acuerdo con la Universidad Técnica Federico Santa María, constituyéndose una asociación que perduraría hasta finales de la década de 1980.
A finales de los años 1970, la Escuela abrió una sede en Santiago con el objetivo de impartir cursos de posgrado y seminarios a ejecutivos y empresarios de la capital. Así nacieron los programas Diploma de Posgrado en Administración de Empresas (DPA) posteriormente el Magíster en Dirección de Empresas (Executive MBA).

### Universidad Adolfo Ibáñez
Luego de la reforma de la educación superior efectuada durante la dictadura militar, en 1988 nace la Universidad Adolfo Ibáñez, a la cual se incorpora la Escuela de Negocios. En 1989 se lanzan las carreras de Derecho e Ingeniería Civil, y en 1996 la Licenciatura en Humanidades con menciones en Historia, Literatura y Filosofía, Pedagogía y Periodismo. A esas carreras se unió la carrera de Psicología durante 2002, y finalmente Diseño en 2013 (la que se imparte solo en Santiago).
Para el año 2021, la carrera de ingeniería comercial recibió un cambio en su currículum y duración: se implementó una nueva modalidad de 3 años de licenciatura y 2 años de magíster o máster, siendo la primera universidad chilena en implementar el sistema 3+2, replicando el modelo de la mayoría de universidades de países extranjeros.

## Institución
La Escuela de Negocios de la UAI cuenta con la triple corona de acreditación internacional (AACSB, EQUIS y AMBA), algo que solo cumple el 1% de escuelas de negocios del mundo. También fue la primera escuela de negocios en Chile, en impartir un MBA. Es también la única escuela en Chile y una de las tres en Latinoamérica, que pertenecen a Global Alliance in Management Education (CEMS), lo cual permite impartir un "Master in internacional Management", el cual es un programa acreditado internacionalmente y se beneficia de una red de las 33 mejores escuelas de negocios de todo el mundo, 71 socios corporativos y 6 socios sociales que contribuyen al aprendizaje de los estudiantes. Este programa muy selecto está disponible solo por algunas universidades selectas en todo el mundo y solo una por país.
La universidad tiene un enfoque puesto en las artes liberales y una fuerte componente en investigación. En 2017 la universidad firmó un convenio con la Universidad de Columbia para la colaboración en el proceso formativo. Esta colaboración le permitió impartir el Core Curriculum, que es uno de los pilares distintivos del método de enseñanza de la Universidad Adolfo Ibáñez, en donde se busca generar en los estudiantes un pensamiento crítico.
Actualmente se encuentra acreditada por la Comisión Nacional de Acreditación (CNA-Chile) por un período de 6 años (de un máximo de 7), desde octubre de 2021 hasta octubre de 2027.Figura en la posición 16 dentro de las universidades chilenas según la clasificación webométrica SCImago Institutions Rankings (SIR) 2024.Está en la posición 13 según el ranking de Webometrics 2024. Está en la posición 4 a nivel nacional en el QS Rankings 2024.Está en la posición 6-16 a nivel nacional en el ranking Times Higher Education 2024.

### Rectores
- Gonzalo Ibáñez Santa María (1989-1997)
- Juan Ignacio Domínguez Covarrubias (1998-2000)
- Andrés Benítez Pereira (2000-2018)[14]
- Harald Beyer Burgos (2018-2024)[15][16]
- Francisco Covarrubias Porzio (2024-presente)

### Facultades, escuelas y carreras[17]
- Escuela de Negocios
  - Ingeniería Comercial
  - Ingeniería en Negocios y Tecnologías
  - Doble Grado Derecho e Ingeniería Comercial
  - Doble Grado Ingeniería Comercial y Sociología
  - International Management
- Facultad de Derecho
  - Derecho
  - Doble Grado Derecho e Ingeniería Comercial
- Facultad de Ingeniería y Ciencias
  - Ingeniería Civil Industrial
  - Ingeniería Civil Informática
  - Ingeniería Civil en Obras Civiles
  - Ingeniería Civil en Bioingeniería
  - Ingeniería Civil en Energía
  - Ingeniería Civil Mecánica
  - Ingeniería Civil en Minería
  - Ingeniería en Computer Science
- Escuela de Gobierno Pedro Ibáñez Ojeda
  - Doble Grado Ingeniería Comercial y Sociología
- Facultad de Artes Liberales
- Escuela de Psicología
  - Psicología
- Escuela de Comunicaciones y Periodismo
  - Periodismo
  - Comunicación Estratégica
- Escuela de Diseño
  - Ingeniería en Diseño
- En alianza con la Fuerza Aérea de Chile
  - Ingeniería AeroEspacial (Solo para integrantes de la Fuerza Aérea de Chile)

## Infraestructura

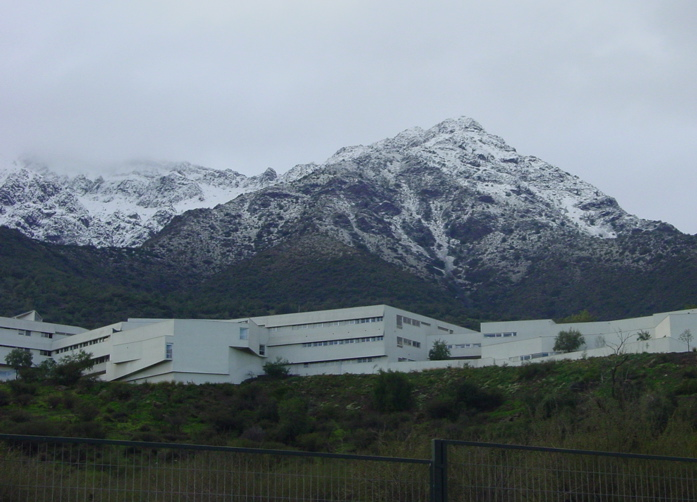
Sede Peñalolen.

La Universidad Adolfo Ibáñez cuenta con dos campus para impartir sus carreras de pregrado, uno en Santiago (inaugurado en 2002) y otro en Viña del Mar (inaugurado en 2011). En el caso del Campus Viña del Mar los alumnos cursan los primeros 4 años de su carrera, completando los magíster en el Edificio de Postgrados del Campus Peñalolén, en Santiago.
Junto con estos campus principales, se encuentra la Sede Errázuriz, ubicada en Las Condes, y la Sede Vitacura; ambas en Santiago y  orientadas a la realización de postgrados y cursos de extensión. 